# Centro regional
Centro regional é uma cidade que possui influência econômica, política, cultural ou social, sobre uma determinada região.
Em sua maioria, são cidades médias, com população de 100 a 500 mil habitantes, apesar de existirem cidades grandes (com mais de 500 mil habitantes), que também recebem o título de centro regional. Exemplos: Aracaju, Campo Grande, Cuiabá, Florianópolis, Maceió, Natal, São Luís e Teresina.